# Un puñado de centeno
Un puñado de centeno (A Pocket Full of Rye, en inglés) es una novela policial escrita por Agatha Christie y publicada por primera vez en el Reino Unido por Collins Crime Club en noviembre de 1953, y en Estados Unidos por Dodd, Mead and Company en ese mismo año. La edición inglesa costaba diez chelines y seis peniques y la estadounidense $2,75.
En esta se destaca la aparición de la detective Miss Marple.
La trama consiste en que un hombre de negocios, Rex Fortescue, muere en su oficina. El forense informa que ha sido envenenado con taxina, un extraño veneno que se obtiene de las hojas de los tejos, árboles que precisamente rodean la finca del muerto. Un hecho inexplicable es que en el bolsillo del difunto se encuentra un puñado de granos de centeno. Poco después, Gladys, la doncella de Fortescue, muere también asesinada y, gracias a ello la policía consigue la impagable colaboración de miss Marple, que había tenido a la muchacha a su servicio y quiere vengar su muerte.